# Wernisaż

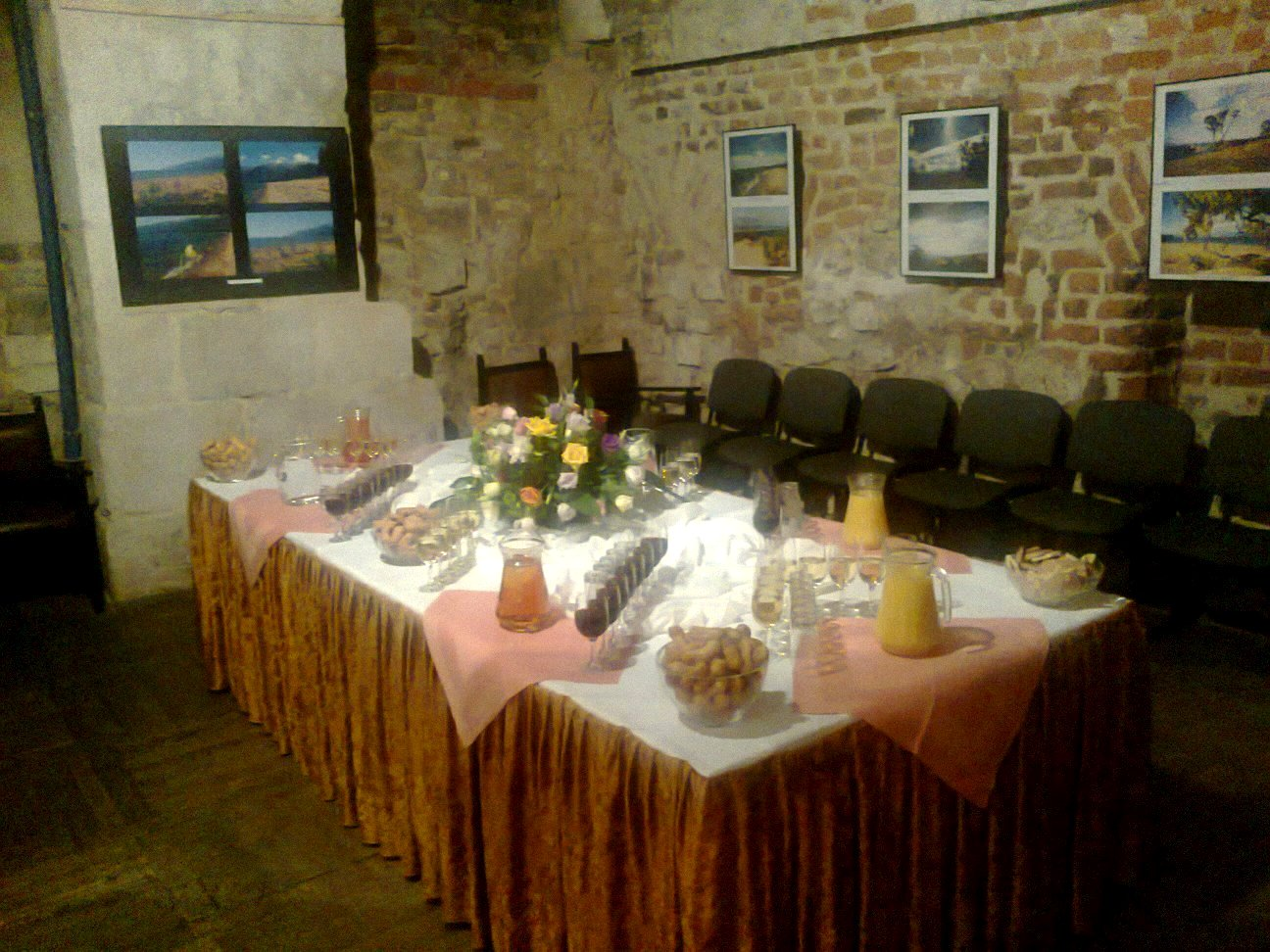
Wernisaż w Domu Polonii w Krakowie

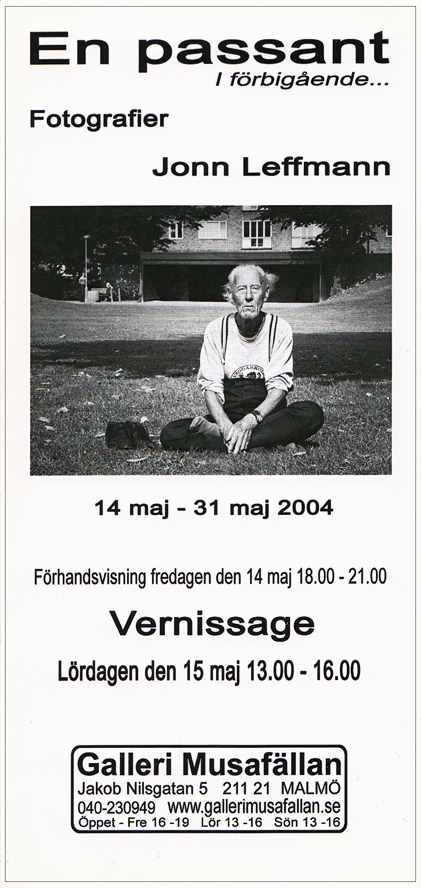
Zaproszenie na wernisaż.

Wernisaż – uroczyste otwarcie wystawy (zazwyczaj dzieł sztuki, ale także innych osiągnięć, np. naukowych lub dorobku miasta), odbywające się przed oficjalnym rozpoczęciem dostępu dla publiczności. Jest połączeniem spotkania środowiskowego, wydarzenia towarzyskiego oraz prezentacji dla mediów i zazwyczaj ma charakter zamknięty. Odbywa się bezpośrednio w miejscu wystawy, pośród eksponatów oraz ewentualnie w jej najbliższej okolicy, np. innych pomieszczeniach lub przyległym terenie otwartym. Wernisażowi mogą towarzyszyć także inne wydarzenia, jak występy artystyczne i inne pokazy uświetniające wernisaż, konferencje dla mediów, przemówienia autora wystawy, a czasem także jego mecenasów lub sponsorów, poczęstunki, wystawne bankiety itp. Wystawiana jest również księga, do której goście mogą się wpisywać.
Celem wernisażu jest nadanie rozgłosu wystawie, jednocześnie jest to okazja do spotkania przyjaciół i znajomych bohatera wystawy oraz osób interesujących się bądź związanych z branżą, którzy mają okazję osobistego kontaktu z autorem prac. Dla uświetnienia wernisażu zapraszani bywają goście specjalni – osoby publiczne, takie jak: artyści, politycy, biznesmeni itp.
Nazwa wernisaż pochodzi od rzeczownika vernis („lakier”), vernissage oznacza „lakierowanie, werniksowanie”. W XIX wieku przed otwarciem wystawy artyści po ostatnich poprawkach nanosili werniks, aby nadać finalny, pożądany efekt płótna.